# Ковалевка (Луганская область)
Ковалевка (укр. Ковалівка) — село, относится к Сватовскому району Луганской области Украины.
Население по переписи 2001 года составляло 434 человека. Почтовый индекс — 92625. Телефонный код — 6471. Занимает площадь 26,7 км². Код КОАТУУ — 4424081501.

## Местный совет
92625, Луганська обл., Сватівський р-н, с. Ковалівка, вул. Жовтнева, 32  (укр.)